# Salvatore Palmucci
Salvatore Palmucci (nascido em 21 de abril de 1940) é um ex-ciclista samarinês que competiu no ciclismo nos Jogos Olímpicos de Verão de 1960.